# Ariconias glaphyra
Ariconias glaphyra is een vlindersoort uit de familie van de prachtvlinders (Riodinidae), onderfamilie Riodininae.
Ariconias glaphyra werd in 1851 beschreven door Westwood.